# Суырлы
Суырлы (каз. Суырлы) — село в Жарминском районе Абайской области Казахстана. Входит в состав Шарской городской администрации. Находится примерно в 20 км к юго-востоку от центра города Чарска. Код КАТО — 634421900.

## Население
В 1999 году население села составляло 80 человек (40 мужчин и 40 женщин). По данным переписи 2009 года, в селе проживали 62 человека (31 мужчина и 31 женщина).